# Arthur Läwen

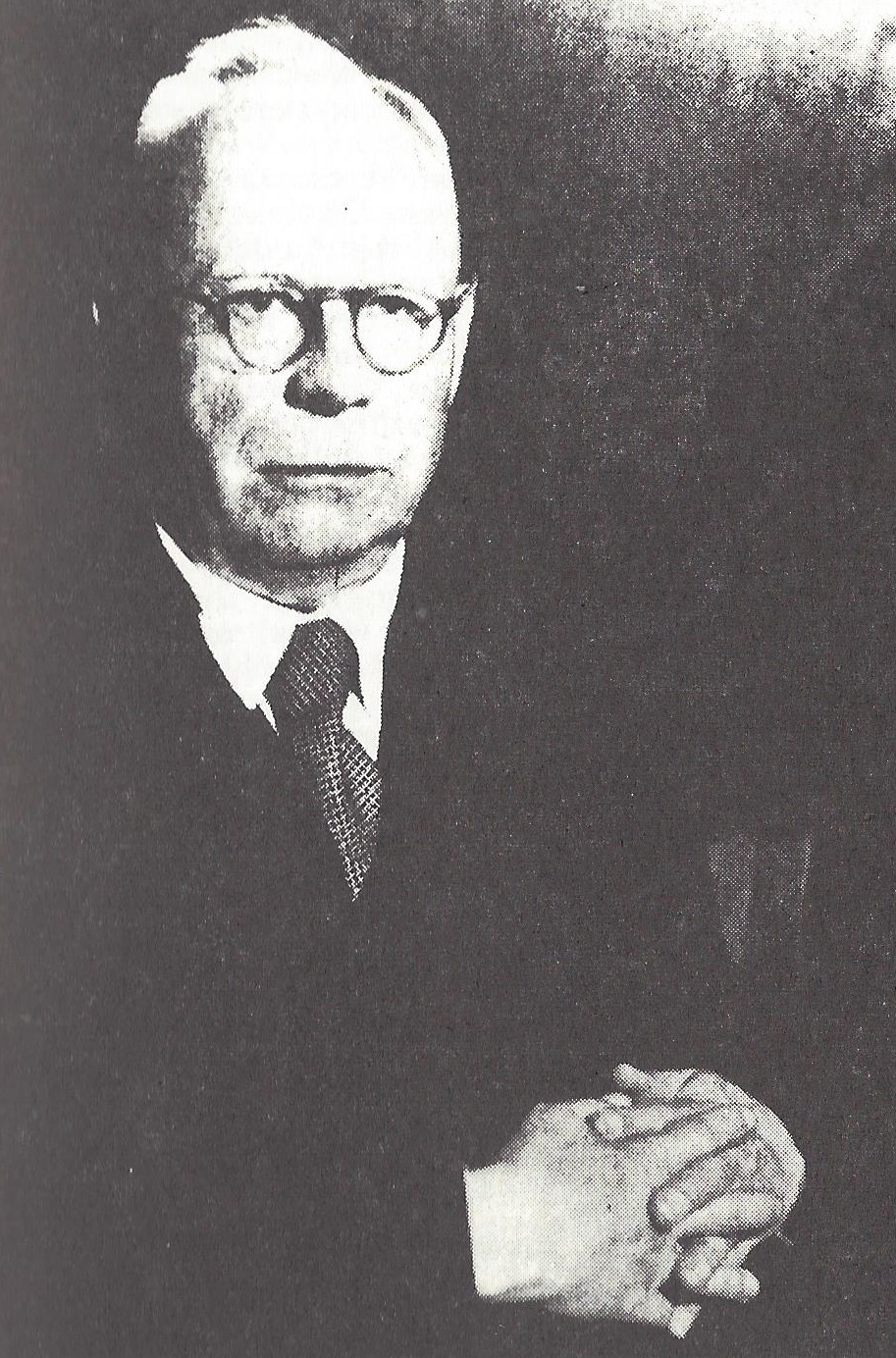
Arthur Läwen, 1930er Jahre

Arthur Georg Läwen (* 6. Februar 1876 in Waldheim, Sachsen; † 30. Januar 1958 in Lüneburg) war ein deutscher Chirurg und Wegbereiter der Anästhesiologie.

## Leben
Arthur Läwens Eltern waren der königlich sächsische Verwaltungsbeamte Gustav Adolf Läwen und dessen Frau Ernestine Clara geborene Guth. Arthur studierte ab 1895 Humanmedizin an der Universität Rostock, der Albert-Ludwigs-Universität Freiburg, der Ludwig-Maximilians-Universität München und der Universität Leipzig. Im Jahr 1900 wurde er als Arzt approbiert und mit einer bakteriologischen Dissertation in Leipzig zum Dr. med. promoviert.
Anschließend begann er die chirurgische Ausbildung bei Heinrich Braun im Diakonissenkrankenhaus Leipzig. 1904 ging er zu Friedrich Trendelenburg in die Chirurgische Universitätsklinik Leipzig, an der er sich 1908 habilitierte. 1911 wurde er Chefarzt im Krankenhaus Sankt Georg Leipzig. Im selben Jahr heiratete er Kathrine Hubert, die ihm fünf Kinder schenkte. Im Ersten Weltkrieg Sanitätsoffizier, kehrte er 1918 an das Krankenhaus Sankt Georg zurück. 1919 folgte er dem Ruf der Philipps-Universität Marburg auf ihren Lehrstuhl für Chirurgie.
1928 wechselte Läwen auf den Lehrstuhl der Albertus-Universität Königsberg. Im Zweiten Weltkrieg war er mit Siegfried Hoffheinz beratender Chirurg der (ostpreußischen) 2. Armee; er war auf vielen Kriegsschauplätzen und operierte in vielen Lazaretten. Im Jahr 1939 erlitt er einen Durchschuss der rechten Hand.
Von 1941 bis 1943 war Arthur Läwen Präsident der Deutschen Gesellschaft für Chirurgie; 1943 leitete er ihren letzten Kriegskongress in Dresden. Von 1927 bis 1945 war er Beratender Chirurg der Reichswehr und der Wehrmacht.
Im November 1944 war seine Ehefrau auf das Gut Severloh im Landkreis Celle gezogen. Noch immer Lehrstuhlinhaber, flüchtete er in der Schlacht um Königsberg am 31. Januar 1945 mit einem Lazarettschiff nach Westdeutschland. Er arbeitete in Lazaretten, bis er Anfang 1946 ebenfalls nach Severloh gelangte. 1948 zog die Familie nach Hermannsburg im Landkreis Celle. Anfang der 1950er Jahre wurde der Beginn von Demenz deutlich. 1954 brachte ihn die Familie in der Lüneburger Heil- und Pflegeanstalt unter, in der er kurz vor seinem 82. Geburtstag starb.

## Werk

Läwen (am Fußende mit verschränkten Armen) und Friedrich Trendelenburg (links vor Läwen) bei einer Operation um 1909

Läwen hat etwa 200 wissenschaftliche Arbeiten – Aufsätze oder Bücher – publiziert. Gemäß seinen Erfahrungen in den beiden Weltkriegen sind darunter Titel wie Erfahrungen über Bauchschußverletzungen und ihre Frühoperation im Feldlazarett (1915), Handbuch der ärztlichen Erfahrungen im Weltkrieg (1922), Frühoperation bei schweren Verbrennungen (1936), Grundsätzliches in der Kriegschirurgie (1940), Über die Offenhaltung von Kriegsschußwunden durch behelfsmäßig hergestellte Wundspreizen (1943) und Über die Teilresektion des Hüftgelenkes bei Eiterungen nach Kriegsschußverletzungen (1943). Darunter sind außerdem allgemein-chirurgische Titel wie Über Lungenkomplikationen nach Bauchoperationen (1906), Zur praktischen Anwendung der instrumentellen künstlichen Respiration (1910), Über die periarterielle Sympathektomie bei der Extremitätentuberkulose (1924) und Chirurgie bei Störungen des vegetativen Nervensystems (1927). Herausragend sind seine Beiträge zur Lokalanästhesie und sein Vorschlag zum Gebrauch von Curare, dem Prototyp der Muskelrelaxantien, bei Operationen (Mit Curare konnte der Leipziger Chirurg bereits 1908 sowohl in Lokalanästhesie als auch in Allgemeinanästhesie eine Muskelentspannung bewirken).

### Lokalanästhesie und Regionalanästhesie
Nach der Einführung des Kokains als Lokalanästhetikum 1884 gab es viele Versuche, ein weniger toxisches Mittel zu finden. Zum Erfolg führte schließlich die Synthese des Procains durch Alfred Einhorn, seine medizinische Prüfung durch Heinrich Braun und Läwen in Leipzig sowie Brauns fundamentale Erkenntnis, dass Zusatz des damals eben entdeckten Adrenalins (= Suprarenins) zur Lösung des Procains erstens dessen Wirkung am Injektionsort verstärkte und verlängerte und zweitens seine „systemische“ Wirkung, also die Wirkung außerhalb der Injektionsstelle, abschwächte. Die Farbwerke Hoechst AG brachten 1905 das Procain als Novocain in den Handel. Es ist viele Jahrzehnte das Standard-Lokalanästhetikum geblieben.
Im Jahr 1899 hatte Heinrich Braun die Leitung der Chirurgie des Leipziger Diakonissenhauses übernommen, 1900 stieß Läwen zu ihm. Für beide wurde die Lokalanästhesie ein lebenslanges Thema. Aus demselben Jahr 1905 wie Brauns erste Mitteilung über Novocain stammt eine erste ausführliche Untersuchung von Heineke und Läwen.
Nicht nur an der Einführung des Standard-Lokalanästhetikums, sondern auch an der Entwicklung der vielen Techniken der Lokalanästhesie und der Regionalanästhesie, etwa der Spinalanästhesie und der Periduralanästhesie, hat Läwen mitgewirkt. So führte er um 1910 die Sakralanästhesie ein.
Brauns Buch Die Lokalanästhesie – ihre wissenschaftlichen Grundlagen und praktische Anwendung,. 1. Auflage. 1905, von der 5. Auflage an umbenannt in Die örtliche Betäubung – ihre wissenschaftlichen Grundlagen und praktische Anwendung, hat Läwen in der 8. Auflage 1933 und der 9. Auflage 1951 mit herausgegeben.

### Pharmakologische Ergänzungen
Sowohl Braun als auch Heineke und Läwen berichteten 1905 im Wesentlichen über Beobachtungen an Menschen, darunter viele Selbstversuche.
Läwen besuchte aber in seiner Leipziger Zeit bei Heinrich Braun und Friedrich Trendelenburg oft das von Rudolf Boehm geleitete Pharmakologische Institut Leipzig. Hier entstand parallel zu den klinischen Arbeiten tierexperimentelle Grundlagenforschung. 1907 hat Laewen zum ersten Mal Procain, Cocain und andere Lokalanästhetika an einem isolierten Nerven, dem Nervus ischiadicus des Frosches, verglichen.
Adrenalin verstärkt die örtliche und vermindert die „systemische“ Wirkung von Procain durch Kontraktion der Blutgefäße am Injektionsort, also Vasokonstriktion und damit Verzögerung des Abtransports des Procains durch den Blutstrom. Läwen dehnte seine Grundlagenforschung auf die Vasokonstriktion durch Adrenalin aus. Er verwendete Blutgefäße von Fröschen und führte dazu eine Methode ein, die später von dem Pharmakologen Paul Trendelenburg weiterentwickelt und als Laewen-Trendelenburgsches Froschpräparat bekannt wurde.
Läwen beobachtete, dass die Blutgefäße Adrenalin aus der umgebenden Flüssigkeit beseitigten, und sprach von einer „starken selektiven Aufnahmefähigkeit“ der Blutgefäßzellen für Adrenalin – eine Beobachtung, die ein halbes Jahrhundert später durch die Identifizierung der Transportproteine bestätigt wurde.

### Curare
Rudolf Boehm und sein Pharmakologisches Institut in Leipzig waren führend in der Erforschung des Curare und seiner Inhaltsstoffe. Schon wiederholt hatte man versucht, Wundstarrkrampf-Patienten mit Curare zu behandeln, ohne viel Erfolg. Trotzdem griff Läwen, ermutigt durch Friedrich Trendelenburg, das Thema 1906 zunächst tierexperimentell auf. Später in Marburg behandelte er die Patienten kombiniert mit einem Sedativum, einem Curarepräparat und künstlicher Beatmung – auch heute noch Grundlage der Behandlung.

### Muskelrelaxation bei Operationen – Idee, Verwirklichung, Vergessen und Erinnerung
Im Jahr 1912 veröffentlichte Läwen einen Aufsatz Ueber die Verbindung der Lokalanästhesie mit der Narkose, über hohe Extraduralanästhesie und epidurale Injektionen anästhesierender Lösungen bei tabischen Magenkrisen. Die Formulierung zeigt die Breite von Läwens chirurgischem Denken, versteckt aber geradezu die geniale Idee und ihre Verwirklichung, die erst gegen Ende auf gut einer der 22 Seiten eher beiläufig beschrieben werden:

„Ein großer Uebelstand bei oberflächlicher Narkose ist der, daß die Kranken namentlich bei der Bauchdeckennaht die Bauchmuskulatur übermäßig anspannen, so daß eine ordnungsgemäße Schichtnaht sehr erschwert wird. Gerade diese Bauchdeckenspannung ist schuld daran, daß im letzten Stadium der Operation noch oft tief narkotisiert wird. Hierdurch wird wieder die Gefahr der Ueberdosierung in die Nähe gerückt. Ich habe nun Versuche angestellt, diese Anspannung der Bauchmuskulatur auf andere Weise zu verhindern. Ich habe hierzu  Curarin  benutzt, die von  Boehm  aus den Curare-Präparaten hergestellte wirksame Substanz. Das Curarin hat vor den Curaredrogen der großen Vorzug, ein exakt dosierbares Präparat zu sein, bei dem mit absoluter Zuverlässigkeit der gleichen Dosis immer die gleiche Wirkung entspricht. Mit den gewöhnlichen Curarepräparaten würde ich es nie gewagt haben, am Menschen Versuche anzustellen. Meine Absicht war, daß sich Narkose und Curarinwirkung gewissermaßen entgegenkommen sollten. Erstere bedingt eine Abschwächung des motorischen Innervationsimpulses. Letztere bewirkt durch Einschiebung eines Blocs zwischen motorische Nervenendigung und quergestreifter Muskulatur, daß der schwächere Innervationsreiz gewissermaßen an eine Barriere kommt und eine Muskelkontraktion überhaupt nicht mehr oder doch nur in geringem Maße fertig bringt. Die Wirkung bei der Bauchdeckennaht war sehr deutlich und angenehm. Leider ist zurzeit die Curaredroge in genügender Menge nicht zu beschaffen.“

In Problemstellung, Lösungsidee, wissenschaftlicher Korrektheit und Verständlichkeit der Sprache ist dies ein vorbildlicher Text, dem dennoch Vergessen beschieden war, wohl aus dem von Läwen angegebenen Grund. Weltweit aufgegriffen wurde erst 30 Jahre später der Bericht The use of curare in general anesthesia der kanadischen Ärzte Harold Randall Griffith und G. Enid Johnson. Curarepräparate waren jetzt beliebig verfügbar, andere Muskelrelaxantien folgten, Milliarden von Menschen haben seither von diesen Hilfsstoffen bei Operationen profitiert, aber Griffith und Johnson wussten anscheinend nichts mehr von Läwens Pioniertat.
Wiederentdeckt wurde die Tat von dem britischen Anästhesisten Cyril F. Scurr, der 1951 schrieb:

“Such enlightened observations unfortunately attracted little notice at the time, and owing to shortage of supplies of the drug Laewen's work was curtailed.”

Scurr wiederum fand 1969 Eingang in das populärwissenschaftliche Curare-Buch von Philipp Smith Arrows of Mercy, in dem Läwen als Beispiel dient:

“Medical history if full of examples of discoveries being made before their time – that is, before the world was ready for them.”

Trotzdem fehlt Läwen 1989 in einer kleinen historischen Abhandlung des kanadischen Anästhesisten R. L. Knill über Curare. Vom Hamburger Anästhesisten Michael Goerig darauf hingewiesen, antworteten Knill und sein deutschsprachiger Student Brueggemann:

“His [Läwens] 1912 article is fascinating, not only with respect to the suggested usefulness of curare during anesthesia. […] Laewen seems to have been a highly inquisitive and innovative surgical registrar who saw solutions to important anesthetic problems many years before they were thought of again and introduced into practice. He was decades ahead of his time.”

Den Sätzen kann man eine Einschätzung des Heidelberger Chirurgen Karl Heinrich Bauer anschließen, die Läwens Hamburger Biographen Goerig und Schulte am Esch 1993 zustimmend zitieren:

„Kein Zweifel, der junge Läwen hatte mit der Curarisierung, Intubation und künstlichen Beatmung alle Schlüssel der heutigen Anästhesie bereits 1910 in der Hand.“

## Ehrungen
- Mitglied der Gesellschaft zur Förderung der gesamten Naturwissenschaften in Marburg (1920)
- Mitglied der Deutschen Akademie der Naturforscher Leopoldina (1940)
- Ehrenmitglied der Vereinigung Niederrheinisch-Westfälischer Chirurgen (1948)
- Ehrenmitglied der Deutschen Gesellschaft für Chirurgie (1950)
- Ehrenmitglied der Gesellschaft der Chirurgen Wiens[2]

## Veröffentlichungen (Auswahl)
- Über die Verwendung der Sakralanästhesie für chirurgische Operationen. In: Zentralblatt für Chirurgie. Band 51, 1910, S. 708 ff.